# Notes & Queries
Notes & Queries ist eine seit 1849 erscheinende britische Literaturzeitschrift.
Die Zeitschrift veröffentlicht Kurzartikel zu Themen der Gebiete Englische Sprache und Literatur, Lexikografie, Geschichte und wissenschaftliches Antiquariat.
Sie wurde 1849 durch William John Thoms in London als Wochenzeitschrift gegründet. Heute erscheint Notes & Queries im Verlag Oxford University Press quartalsweise.